# Dód Cagán núr
Dód Cagán núr (mongolsky Доод Цагаан нуур) je sladkovodní jezero na severozápadě Chövsgölského ajmagu na severu Mongolska. Má rozlohu 64 km², délku 18 km, šířku 7 km a dosahuje maximální hloubky 15 m. Leží v nadmořské výšce 1600 m. Jeho název v překladu znamená dolní bílé jezero.

## Pobřeží
Nachází se v Darchadské dolině mezi sídly Renčinchümbe a Cagánnúr, jež leží přímo na jeho západním břehu. Jezero se člení na tři části:
- Targan núr hluboké 3,5 m
- Dund núr hluboké 5 m
- Charmaj núr hluboké 15 m

## Vodní režim
Do jezera ústí několik řek (Šišchid gol, Chogorog gol, Šarga gol, Charmaj gol, Arsajn gol). Z jezera odtéká Šišchid gol, jež je jednou ze zdrojnic Malého Jeniseje.